# 扎拉 (北卡羅萊納州)
扎拉（英語：Zara）是位於美國北卡羅萊納州布拉登縣的非建制地區。

## 歷史
扎拉的郵局於1901年設立，其後於1920年停運。

## 地理
扎拉所處的海拔為高於海平面20米（即66英呎），而該地所採用的時區為UTC-5，即北美东部时区（EST）。同時該地設有夏令時間，為UTC-5調快一小時，即UTC-4（EDT）。